# Astvadzadur I
Astvadzadur I (ur. ?, zm. ?) – w latach 1537–1550 6. ormiański Patriarcha Konstantynopola.